# Dinamo Lubierce
Dinamo Lubierce (ros. Футбольный клуб «Динамо» Люберцы, Futbolnyj Kłub "Dinamo" Lubiercy) – rosyjski klub piłkarski z siedzibą w Lubiercach, w obwodzie moskiewskim.

## Historia
Chronologia nazw:
- ???—1936: Dinamo zakładu poprawczego nr 2 im. Dzierżyńskiego Lubierce (ros. «Динамо» трудовой колонии N2 имени Дзержинского Люберцы)
- 1937—???: Dinamo Lubierce (ros. «Динамо» Люберцы)

Piłkarska drużyna Dinamo została założona w mieście Lubierce.
W 1936, 1937, 1938 i 1949 zespół uczestniczył w rozgrywkach Pucharu ZSRR.

## Sukcesy
- 1/64 finału w Pucharu ZSRR: 1936, 1937